# NGC 301
NGC 301 (ook wel PGC 3345) is een lensvormig sterrenstelsel in het sterrenbeeld Walvis. NGC 301 staat op ongeveer 293 miljoen lichtjaar van de Aarde.
NGC 301 werd in 1886 ontdekt door de Amerikaanse astronoom Frank Muller.